# FSV 07 Lauscha
Maillots
Dernière mise à jour : 26 février 2011.
Le FSV 07 Lauscha est un club allemand de football, localisé dans la ville de Lauscha dans le Kreisland Sonneberg en Thuringe.
Ce club compte plus de 350 membres, il est intégré au sein du SV Lauscha. En 2010-2011, l’équipe de football joue, en association avec celle du WSV Neuhaus 1907 de Neuhaus am Rennweg, sous l’appellation de SG Lauscha/Neuhaus.

## Histoire

### De 1907 à 1945

Ancien logo du 1. FC Lauscha

Le club fut fondé en 1907 sous l’appellation Erste Fussball-Club 1907 Lauscha ou 1. FC 07 Lauscha.
En 1922 et 1925 le club fut champion de Thuringe du Sud et à ce titre participa au tour final du championnat de la Verband Mitteldeutscher Ballspiel-Vereine (VMBV). Il n’y brilla jamais.
En 1935, le 1. FC 07 Lauscha accéda à la Gauliga Mitte, une des seize ligues créées sur ordre des Nazis dès leur arrivée au pour en 1933. Il y évolua quatre saisons consécutives jusqu’en 1939.
En 1945, le club fut dissous par les Alliés, comme tous les clubs et associations allemands (voir Directive n°23).
La localité de Lauscha et toute la Thuringe se retrouvèrent en zone soviétique, puis en RDA à partir d’octobre 1949.

### Époque de la RDA

#### SG Lauscha
En 1949, des membres de l’ancien 1. FC 07 reconstituèrent la Sportgemeinschaft Lauscha ou SG Lauscha
Lors de la saison 1949-1950, la SG Lauscha fut sacré champion de Thuringe du Sud. Mais il s’inclina en finale (0-1) du Thüringer Fussballmeisterschaft (Championnat de football de Thuringe), au Georgi-Dimitroffstadion d’Erfurt, contre la BSG KWU Weimar. À la suite de ces performances, le club devint un des fondateurs de la DDR-Liga, la Division 2 est-allemande.
Versé dans le Groupe 2, la SG Lauscha termina la saison inaugurale en 1951, à la 8e place sur 10. En vue de la saison suivante, le club fut renommé BSG Chemie Lauscha.

#### BSG Chemie Lauscha
Le BSG Chemie Lauscha évolua en la DDR-Liga jusqu’en 1955. Son meilleur classement fut une 4e place décrochée dans le Groupe 1 en 1954.
Mais en 1955, plusieurs changements intervinrent dans le football est-allemand. D’une part, la DDR-Liga fut scindée en deux niveaux: la I. DDR-Liga et la II. DDR-Liga. D’autre part, il fut décidé de suivre le modèle soviétique, à savoir des compétitions débutant au printemps et se terminant à la fin de l’automne d’une même année calendrier. Pendant l’automne 1955, il fut joué un "tour de transition" (en Allemand: Übergangsrunde), sans montée, ni descentes.
Le BSG Chemie Lauscha fut reversé en II. DDR-Liga, Groupe Süd. À la fin du championnat 1956, il en termina vice-champion derrière le BSG Lokomotive Weimar.
En 1958, la II. DDR-Liga passa à 5 séries. Chemie Lauscha assura son maintien de justesse dans le Groupe 5. Mais la saison suivante, il remporta le titre de ce groupe. Il ne put décrocher une place montante lors du tour final.
En 1960, lors de la dernière saison jouée selon le "modèle soviétique", le club termina vice-champion.
La saison 1961-1962 ne reprit qu’à l’été 1961. À la fin de cet exercice, BSG Chemie Lauscha ne termina que sixième et loupa une des trois places de montant direct.
Au terme du championnat 1962-1963, la II.DDR-Liga fut dissoute. Chemie Lauscha, qui avait de toute façon terminé dernier de son groupe resta au 3e niveau qui reprenait le nom de Bezirksliga. Le club rejoignit la Bezirksliga Suhl.
Le cercle évolua durant sept saisons en Bezirksliga puis fut relégué en Bezirksklasse (Division 4) à la fin du championnat 1969-1970. Il remonta au 3e niveau au bout d’un an.
En 1973, Chemie Lauscha termina vice-champion de la Bezirksliga Suhl. Il recula ensuite dans le classement, et fut une nouvelle fois relégué en Bezirksklasse (Division 4), en 1978.
Le BSG Chemie Lauscha remonta en Bezirksliga Suhl en 1983, mais en redescendit en 1985. Il effectua un nouvel aller-retour: montée en 1987 et descente en 1988.
En 1990, lors de la réunification allemande, le club évoluait au 4e niveau est-allemand. Le club prit alors le nom de SV Lauscha.

### SV Lauscha

#### FSV 07 Lauscha
Au sein du SV Lauscha, la section football (FSV 07 Lauscha) est de loin la plus importante avec plus de 190 membres.
Toutefois, le club ne parvint plus à s’approcher des ligues supérieures et joua dans l’anonymat des séries régionales inférieures.
En 2008, le FSV 07 Lauscha termina avant-dernier des 16 participants de la Bezirksliga Suhl, Groupe 2 (niveau 9) et fut relégué en  Kreisliga Sonneberg.
En 2010-2011, le FSV 07 Lauscha s’est associé avec la section football du WSV Neuhaus 1907 de Neuhaus am Rennweg, un club évoluant dans la même série. Ensemble, ils jouent sous l’appellation de SG Lauscha/Neuhaus et occupent, à mi-parcours, la tête de la Kreisliga Sonneberg (soit le 10e niveau de la hiérarchie de la DFB).

## Palmarès
- Vice-champion du Länder de Thuringe: 1950.
- Champion de la II. DDR-Liga, Groupe 5: 1959.
- Vice-champion de la II. DDR-Liga, Groupe Süd: 1956.
- Vice-champion de la II. DDR-Liga, Groupe 5: 1960.
- Vice-champion de la Bezirksliga Suhl: 1973.

## Localisation

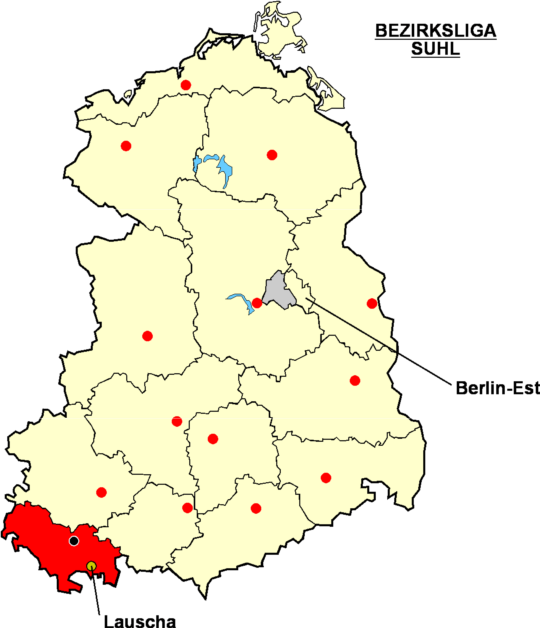
Localisation de Lauscha dans la Bezirksliga Suhl